# Impression élégante
 (mars 2012).
Si vous disposez d'ouvrages ou d'articles de référence ou si vous connaissez des sites web de qualité traitant du thème abordé ici, merci de compléter l'article en donnant les références utiles à sa vérifiabilité et en les liant à la section « Notes et références ».
En typographie informatique, un système d’impression élégante, également désigné sous l’appellation anglaise pretty-print, est une application permettant la mise en forme de l'agencement de textes. Ces conventions de mise en forme comportent généralement des changements dans le positionnement, l'espacement, la couleur, ou la taille du texte pour rendre celui-ci plus lisible.

## Impression élégante en mathématiques

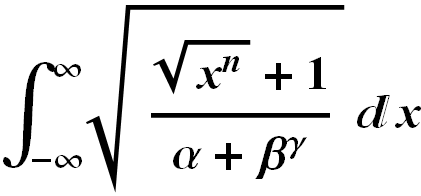
Exemple d’une composition typographique élégante d’une expression mathématique.

En mathématiques l’impression élégante désigne généralement l’affichage d’expressions mathématiques conforment aux exigences de composition calligraphique de la discipline. Ainsi, plutôt qu’une écriture utilisant uniquement une suite de caractères télétypes « x ^ 2 + 3 * x » un tel système pourra afficher {\displaystyle x^{2}+3x}. Certaines  calculatrices graphiques comme la  Casio 9860, la TI-Nspire, ou la TI-89 utilisent un affichage offrant une impression élégante. De plus les calculatrices comme la TI-Nspire sont équipées d’un écran à matrice qui offre une bonne qualité d’affichage.
De nombreux logiciels de composition sont spécialisés dans l’affichage de formules mathématiques, TeX par exemple, a été développé spécifiquement pour permettre la composition de documents mathématiques de haute qualité.